# Corse-du-Sud
Corse-du-Sud je bývalý francouzský departement ležící v regionu Korsika. Rozkládá se na jižní polovině ostrova Korsika. Departement vznikl 15. září 1975. K 1. lednu 2018 se sloučil se svým severním sousedem Haute-Corse.

## Geografie

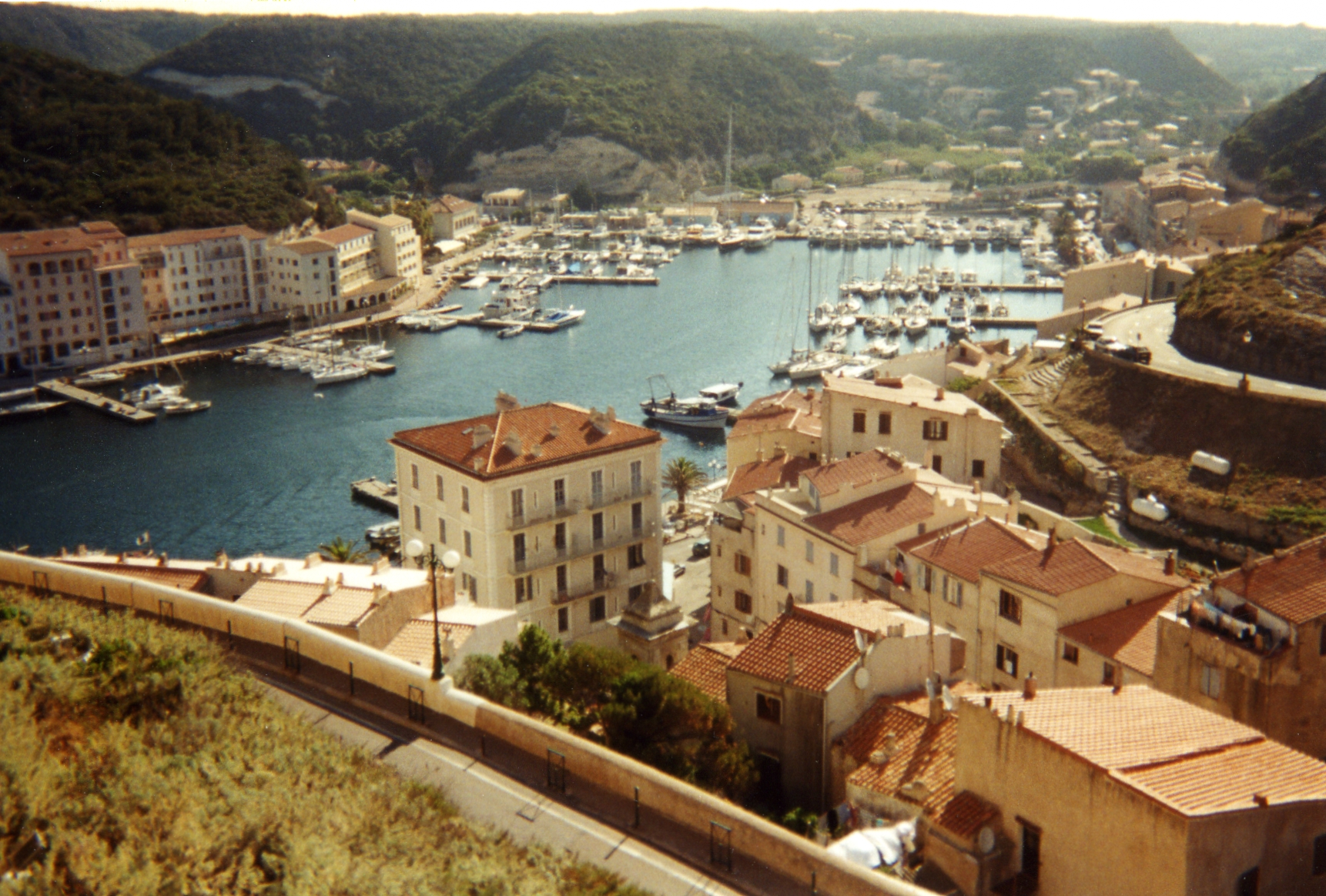
Pohled na přístav ve městě Bonifacio

## Nejvýznamnější města
- Ajaccio
- Sartène
- Bonifacio